# Красное (Чернский район)
Красное — деревня в Чернском районе Тульской области. Входит в состав Липицкого муниципального образования.

## История
В 1961 году указом Президиума Верховного Совета РСФСР деревня Глебово-Говштетер переименована в Красное.

## Население
| 2010 |
| ---- |
| 2    |